# Zārem
Zārem (persiska: زارم, وارم, Vārem) är en ort i Iran.   Den ligger i provinsen Lorestan, i den nordvästra delen av landet, 300 km sydväst om huvudstaden Teheran. Zārem ligger 1 506 meter över havet och antalet invånare är 479.
Terrängen runt Zārem är kuperad österut, men västerut är den platt. Runt Zārem är det tätbefolkat, med 257 invånare per kvadratkilometer. Närmaste större samhälle är Borujerd, 12,3 km nordväst om Zārem. Trakten runt Zārem består till största delen av jordbruksmark.